# Igor Torkar

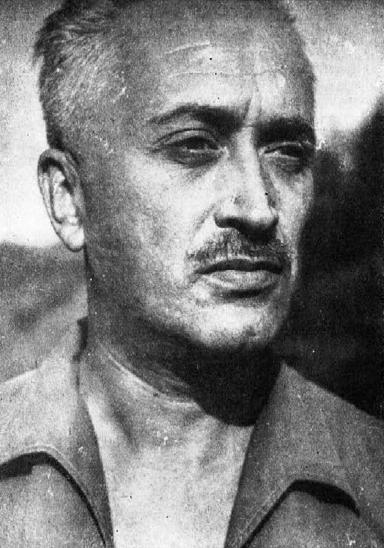
Igor Torkar (1962)

Igor Torkar (eig. Boris Fakin, * 13. Oktober 1913 in Kostanjevica na Krasu, Österreich-Ungarn; † 1. Januar 2004 Ljubljana, Slowenien) war ein slowenischer Schriftsteller, Lyriker, Dramatiker und Publizist.

## Leben und Werk
Aus dem slowenischen Küstenland stammend, wuchs Boris Fakin teilweise in Maribor und in Ribnica in Unterkrain auf. Er maturierte in Ljubljana und studierte daselbst am chemischen Institut der Technischen Fakultät. Ideologisch linksstehend, war Fakin bereits als Student politisch aktiv. Unter dem Pseudonym Igor Torkar veröffentlichte er erste Gedichte u. a. in den Zeitschriften Sodobnost und Modra ptica. Während des Krieges im slowenischen Widerstand tätig, fiel Torkar Ende 1943 den Nazis in die Hände und wurde u. a. im Konzentrationslager Dachau interniert. Nach dem Krieg machte er kurzzeitig Karriere im Industrieministerium in Ljubljana, wurde jedoch im April 1948 verhaftet und anschließend im Zuge der sog. Dachauer Prozesse (Dachauski procesi) als angeblicher Gestapospion zu acht Jahren Haft verurteilt. 1952 vorzeitig aus der Haft entlassen und für zwei Jahre mit Berufs- und Publikationsverbot belegt, wurde Torkar 1971 juristisch rehabilitiert. Von 1954 bis zur Pensionierung 1976 unterrichtete er Materialtechnologie an der Akademie der bildenden Künste in Ljubljana. Er war Mitglied des Slowenischen Schriftstellerverbands (DSP) und des Slowenischen PEN-Zentrums. Als produktiver und vielgelesener Autor wurde Torkar insgesamt fünfmal für den großen Prešeren-Preis vorgeschlagen, den er allerdings nie erhielt.
In Torkars umfangreichem dichterischem Werk mischt sich intime Lyrik mit Protest und Satire. In seinen frühen Stücken Velika preizkušnja (Die große Prüfung, 1946) und Pisana žoga (Der bunte Ball, 1955) thematisierte Torkar die Traumen des Kriegs und ihre Folgen auf die zwischenmenschlichen Beziehungen; Pisana žoga wurde auf verschiedenen jugoslawischen Bühnen inszeniert, erschien in Buchform (auch in Übersetzungen) und wurde als Fernsehspiel für den tschechischen und für den slowenischen Rundfunk bearbeitet. In seinen gesellschaftskritischen Stücken Balada o črnem noju (Die Ballade vom schwarzen Vogel Strauß, 1965) und Zlata mladina (Die goldene Jugend, 1970) widmete sich Torkar dem Thema einer desorientierten und von der Elterngeneration im Stich gelassenen Jugend. Torkar zählt auch zu den ersten slowenischen Autoren, die ab den frühen 1960er Jahren Fernsehspiele verfassten.
Seine bedeutenden Romane schrieb Torkar ab den 1970er Jahren. In seinem bekanntesten Werk Umiranje na obroke (1984, dt. Sterben auf Raten, 1991) befasste sich der Autor als einer der ersten Literaten mit den bis zum Tod Titos tabuisierten Dachauer Prozessen, das Buch erlebte 1996 die sechste Auflage, wobei die dritte Auflage mit Stellungnahmen aus einer Umfrage und dokumentarischem Material versehen war. Sein ins Surreale gehender Roman Smrt na počitnicah (1998, dt. Wenn der Tod Ferien macht, 2001) ist ein Roman über die Epoche, die den Autor und seine Generation prägte.

## Werke

### Stücke (Auswahl)
- Velika preizkušnja (1946)
- Pravljica o smehu (1953)
- Pisana žoga (1955)
- Pozabljeni ljudje (1957)
- Delirij (1958)
- Svetloba sence (1961)
- Pisana žoga : scenska barvna kompozicija iz sedmih fresk in prologa, ki se nadaljuje v epilogu. Maribor: Obzorja, 1963.
- Balada o črnem noju (1965)
- Zlata mladina (1970)
- Vstajenje Josefa Švejka (1971)
- Pisana Žoga. Ljubljana: Mladinska knjiga, 1972.
- Revizor 74 (1974)
- Odsevanja. Tri naše drame. Ljubljana: Mladinska knjiga, 1976.
- Satirična komedija (1981)
- Revisor 93. [Ljubljana]: Radio Slovenija, Uredništvo igranega programa
- Raubarski cesar. Ljudska igra : dramatizacija po povestih Ivana Tavčarja. Ljubljana: Modrijan; Poljane: KUD Ivan Tavčar 2013.

### Romane (Auswahl)
- Deseti bratje. Potepanje skozi sebe in čas. Ljubljana: Cankarjeva založba 1979.
- Umiranje na obroke. Ljubljana: Cankarjeva založba, Zagreb: Globus, Murska Sobota: Pomurska založba 1984. Deutsch: Sterben auf Raten. Aus dem Slowenischen von M. Š. Mit einem Vorwort von Franci Zwitter. Klagenfurt/Celovec: Drava 1991.
- Zgodbice o znanih Slovencih. Ljubljana: Prešernova družba, 1992.
- Deseti bratje. Celovec, Ljubljana, Dunaj: Mohorjeva založba 1993.
- Smrt na počitnicah. Tragikomične halucinacije v oseki bivanja. Ljubljana: Pegaz International 1998. Deutsch: Wenn der Tod Ferien macht. Tragikomische Halluzinationen während einer existentiellen Ebbe. Aus dem Slowenischen von Sonja Wakounig. Klagenfurt/Celovec: Drava 2001.

### Essayistik (Auswahl)
- Meditacije o mojem času. Trst: Založništvo tržaškega tiska, Ljubljana: Adit 1989.

### Fernsehspiele
- Jugoslavija ekspres (1962)
- Študentska soba (1964)
- Balada o taščici (1965)
- Pozabljeni klovn (1967)
- 4000 (1968)
- Pisana žoga (1971)
- Čednost v dolini Šentflorjanski (1979)

### Hörspiele
- Balada o smehu (1995)
- Vstajenje Josefa Švejka (1998)